# Quan hệ tình dục ba người

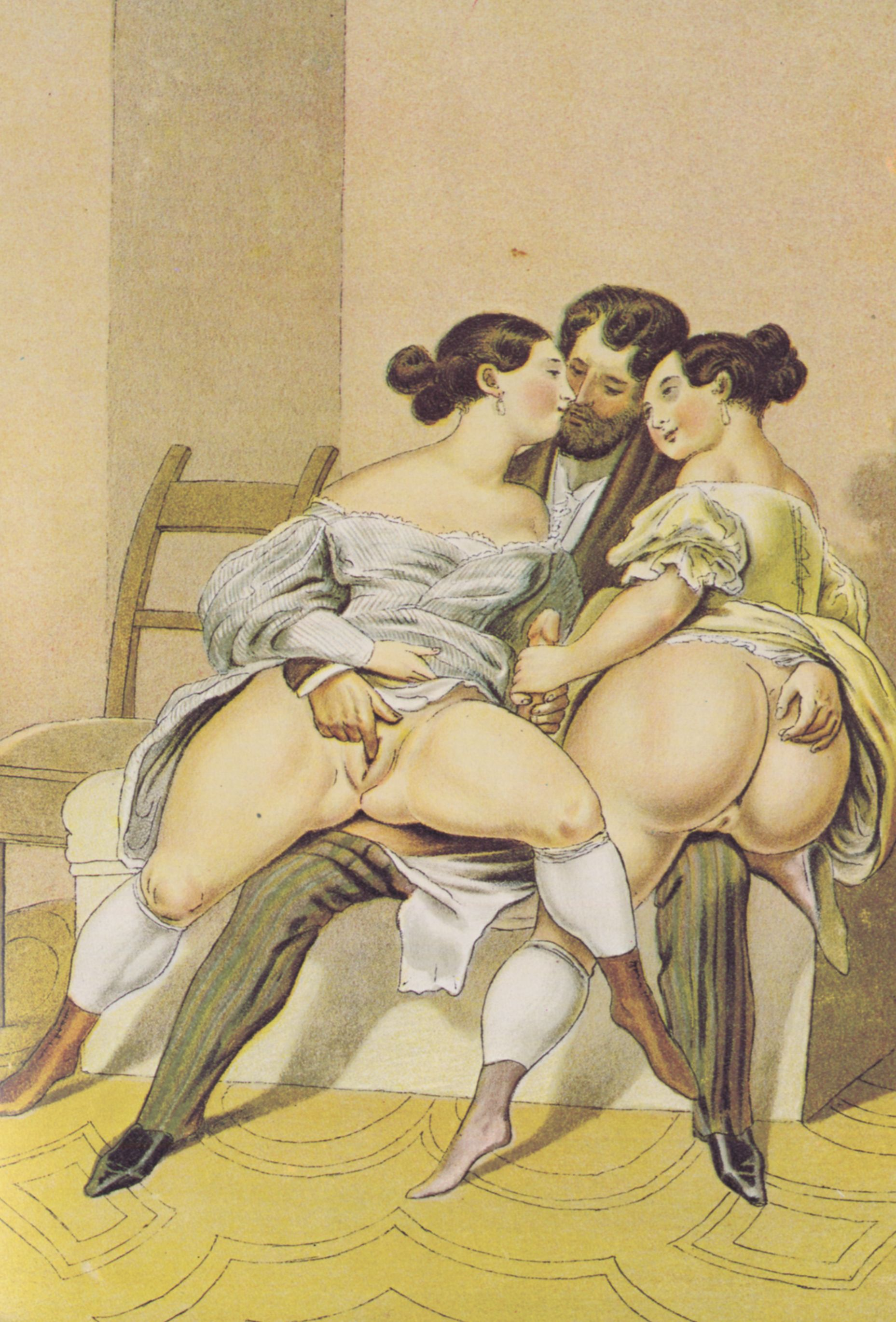
"Der Gemeinsame Freund" (Người bạn chung), Peter Fendi vẽ, khoảng năm 1910

Quan hệ tình dục ba người là kiểu quan hệ tình dục tập thể giữa ba người cùng một lúc. Mối quan hệ ba người này có thể là một trong các trường hợp sau: ba nam với nhau, ba nữ với nhau, hai nam với một nữ, hai nữ với một nam và không nhất thiết phải cùng là dị tính luyến ái hay cùng là đồng tính luyến ái.
Đây là một trong những hình thức phổ biến của tình dục tập thể nhưng là một thể loại chuyên biệt với cách thức quan hệ tình dục của ba người (cần phân biệt với tình tay ba). Mặc dù ít được phản ánh trên phim ảnh không mang tính khiêu dâm, tình dục ba người lại xuất hiện nhiều trong phim khiêu dâm cũng như trong thể loại truyện Hentai của Nhật Bản.
Trên báo chí tiếng Việt, quan hệ tình dục ba người còn được gọi là quan hệ tình dục ba người (some) và hình thức chuộng nhất rơi vào nhóm hai nam với một nữ do về mặt sinh lý, kiểu này không mất sức nhưng vẫn có thể đáp ứng trọn vẹn nhu cầu giải tỏa của đôi bên. Kiểu quan hệ tình dục ba người phổ biến nhất vẫn là hai người nam cùng quan hệ với một người nữ hoặc ngược lại.

## Phân loại
Quan hệ tình dục 3 người có thể được thực hiện bởi bất kỳ giới tính và khuynh hướng tình dục. Người tham gia sẽ có thể tham gia vào bất kỳ hình thức tình dục nào với một hoặc cả hai người khác, chẳng hạn như quan hệ tình dục qua đường âm đạo, hậu môn, miệng hoặc thủ dâm lẫn nhau.
Quan hệ tình dục 3 người có thể được thực hiện bởi: MMF (nam, nam, nữ); FFM (nữ, nữ, nam); MMM (nam, nam, nam) và FFF (nữ, nữ nữ).

## Tư thế tình dục
Hoạt động tình dục ba người có thể diễn ra ở một số tư thế quan hệ tình dục; ví dụ như sau:

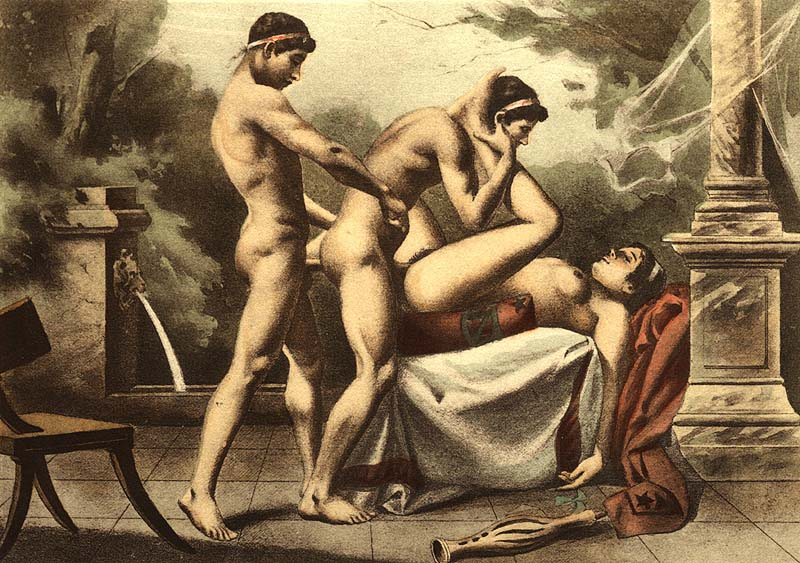
Tranh của Édouard-Henri Avril: tư thế quan hệ tình dục giữa hai nam và một nữ.
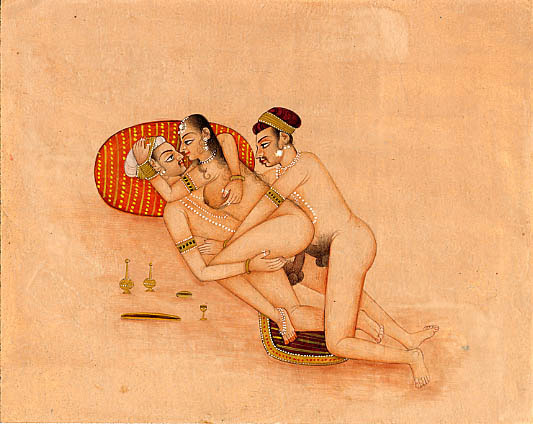
Tư thế quan hệ tình dục vào đường hậu môn lẫn âm đạo.
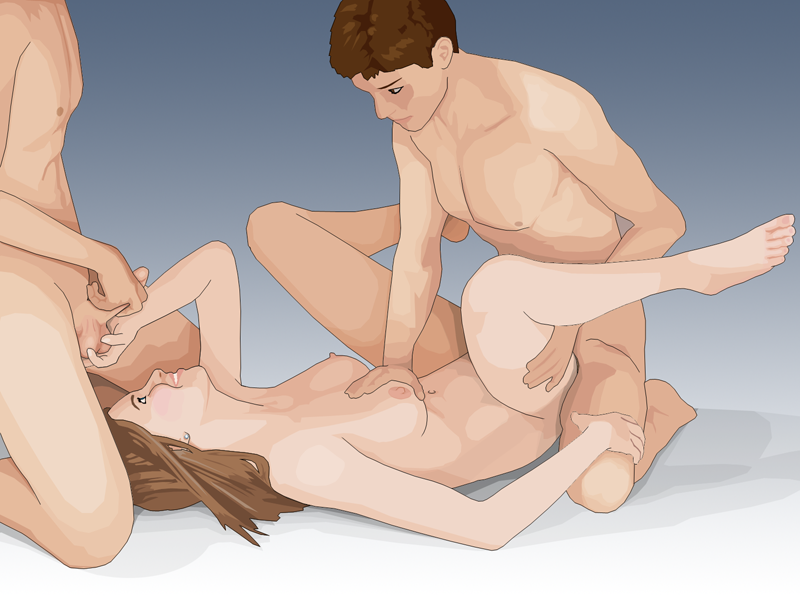
Quan hệ tình dục 3 người giữa hai nam và một nữ.
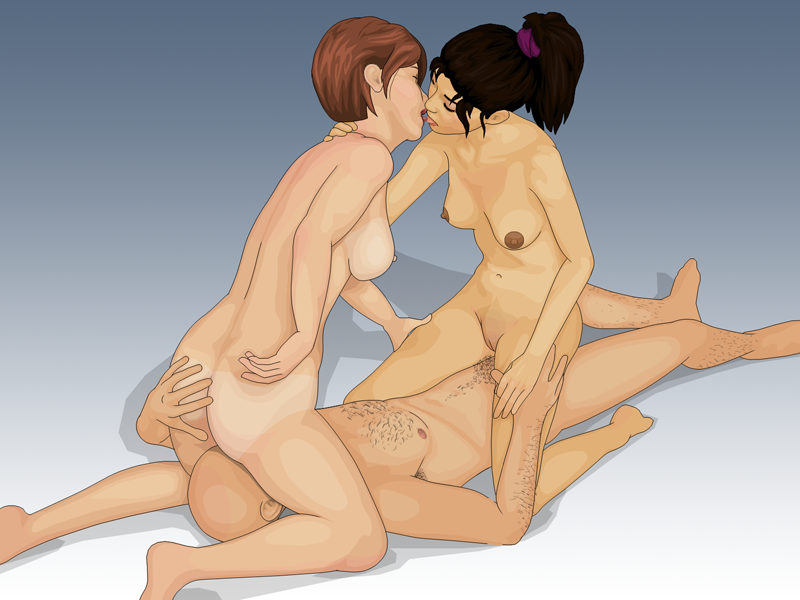
Quan hệ tình dục 3 người giữa hai nữ và một nam.